# Cautatha phoenicea
Cautatha phoenicea är en fjärilsart som beskrevs av George Francis Hampson 1910. Cautatha phoenicea ingår i släktet Cautatha och familjen nattflyn. Inga underarter finns listade i Catalogue of Life.